# Crothersville
Crothersville est une municipalité située dans le comté de Jackson, dans l’État de l'Indiana, aux États-Unis. Lors du recensement de 2020, elle comptait 1 509 habitants.